# ミョルトヴィー・チュレーニー島
ミョルトヴィー・チュレーニー島（ミョルトヴィー・チュレーニーとう、ロシア語: Остров Мёртвого Тюленя）は、ロシア領ゼムリャフランツァヨシファ南部に位置する島である。無人島。スコット＝ケルト島の沖合い1.5 kmに位置する。1895年、フレデリック・ジョージ・ジャクソンにより発見された。島名のМёртвый Тюленьとは「死んだアザラシ」という意味である。